# Johannes Abrahami
Johannes Abrahami, magyaros névalakban Ábrahami János (Prázsmár, ? – Brulya, 1705 júniusa) erdélyi szász evangélikus lelkész, egyházi író.

## Élete
Az azonos nevű sárosi lelkész és nagysinki káptalani dékán fia volt. A brassói gimnáziumban 1683-ban tanult, és egyidejűleg a berethalmi iskolai rektorságot is viselte. 1688. február 17-én a wittenbergi egyetem hallgatói közé vették fel. 1691-ben lett szentágotai prédikátor. 1694-ben vérdi, 1697-ben brulyai lelkész, itt is halt meg 1705 júniusában.

## Munkái
- De Suscriptoribus ex Historia ecclesiastica. Wittebergae, 1688
- Συν Θεω! (Szün Theó!) Aeternam praedestinationis Oeconomiam ex Eph. I. 4. uo., 1689